# مترو المدينة المنورة
قطار المدينة المنورة الكهربائي معروف بمسمى مترو المدينة هو مشروع أقره مجلس الوزراء عام 1435هـ، والذي شمل الموافقة على مشروع النقل العام في المدينة المنورة بجميع مكوناته من شبكة المترو وشبكة الحافلات السريعة وما يرتبط بهما من مواقف وحافلات فرعية مغذية ومحطات ومراكز خدمة وصيانة وأنظمة نقل ذكية.

## شبكة المترو
تحتوي شبكة المترو على ثلاث خطوط، وطول خط المترو 95 كم
خط المترو الأول والذي ينطلق من مطار الأمير محمد بن عبد العزيز الدولي إلى مدينة المعرفة ثم إلى محطة قطار الحرمين ثم إلى المسجد النبوي الشريف ثم إلى مدينة الملك عبد الله للحجاج. والمحطة الأخيرة للخط الأول ستكون عند مسجد الميقات في أبيار علي .والخط الثاني والثالث للمترو لم يتم إقرارهما بعد .

## روابط خارجية
- وزارة النقل السعودية: مستقبل النقل.